# Легенда про петриківську вишню (Панко)
«Леге́нда про петрикі́вську ви́шню» — цикл з чотирьох живописних панно Федора Савовича Панко, створених у 1983 році. Написані у стилі петриківського розпису, темперою на картоні. Цю серію Панко присвятив 200-річчю свого рідного села Петриківка.

## Історія створення
В основу цієї серії покладена легенда, яку Федору Панко переповів один старець-односельчанин. За цією легендою, була в одного літнього козака дочка, молода та красива, а в неї був гарний парубок, і ту пару вся Петриківка любила. Але взяти шлюб вони не встигли: набігла татарська навала та запалила село, кого спіймали — забрали в ясир, а молодята загинули в бою. Люди поклали їх у одну могилу: нехай хоч на тому світі поживуть разом. На їх могилі висадили вишню, і виросла вона на диво пишна і гарна, як та дівчина була. А до клімату невибаглива, яким той хлопець був. Коли пішли відростки від неї, люди брали їх і садили садки. У цьому циклі майстер яскраво використовує і розвиває традиції народної картинки, використовуючи емоційний вплив кольорів.

## Картина перша
На першому панно старий запорізький козак Остап грає на бандурі. Колорит цього панно стриманий, на спокійному жовтувато-зеленому фоні гармонійно поєднуються врівноважені кольори. Це народний епос, дума про героїчне минуле України часів козацької доби. Використовуючи мову народних художніх символів, художник розповідає його історію: на хаті сидить одна лелека — символ того, що дружини немає, а в житті у цього дідуся осінь — життя підходить до логічного кінця — тому і жовте тло.

## Картина друга
В інших кольорах виконано друге панно, на ньому зображено побачення дочки Остапа, красуні Оксани з козаком Яремою ввечері у гаю край села. Таємниче місячне сяйво пронизує жовтуватим тоном усю картину і відтворює романтику першого кохання. Молоді люди збирались побратися, бо над головами у них церква. Зелений фон у картині постає перед нами як символ молодості та весни.

## Картина Третя
Грізно, трагічно звучать контрастні кольори на третьому панно серії: на Петриківку наскочила кримськотатарська навала, яка підпалила хати, насмерть порубали Ярему і Оксану.

## Картина Четверта
На заключному панно серії, на блакитному, спокійно-величному тлі неба написана квітуча біло-червона петриківська вишня, що виросла на могилі Оксани та Яреми. Вона постає перед нами як старовинне дерево життя, як символ перемоги над смертю. Таке образне вирішення теми, розмова з глядачем мовою символів вважається новим явищем у петриківському розпису.